# OUP-16
OUP-16 je histaminski agonist koji je selektivan za 4 receptor.